# Hirjove, Rozdilna
Hirjove (în ucraineană Гіржове) este un sat în comuna Velîka Mîhailivka din raionul Rozdilna, regiunea Odesa, Ucraina.

## Demografie
Componența lingvistică a localității Hirjove
     Ucraineană (97,42%)
     Română (1,61%)
     Alte limbi (0,97%)
Conform recensământului din 2001, majoritatea populației localității Hirjove era vorbitoare de ucraineană (97,42%), existând în minoritate și vorbitori de română (1,61%).